# Anatolij Borisovič Jurkin
Anatolij Borisovič Jurkin (rusko Анатолий Борисович Юркин), ruski pisatelj znanstvenofantastične in socialne tematike, esejist, novinar in dramatik, * 24. junij 1963, Kekšetau pri Omsku v Sibiriji, Sovjetska zveza (danes Kazahstan).
Anatolij se je rodil vaškemu učitelju Borisu Nikitoviču Jurkinu in materi Regini Vasiljevni Kubrini. Po končanem šolanju je odšel v Sankt Peterburg, da bi študiral za odvetnika. Okoli leta 1988 je začel pisati roman Mesto za zlo. Leta 1995 se je poročil. Njegov najbolj znan roman Prerok (Пророк), o mladem možu, ki je živel na planetu Perunica, je izšel leta 1997. 
Jurkin piše tudi pod psevdonimoma Timofej Trigorin in Gari Bronzik.

## Izbrana dela
Romani in povesti:
- Mesto za zlo (Место для зла) (1993),
- Prerok (Пророк) (Azbuka, 1997).

Drame:
- Lorian (Лориан) (1990), tragedija,
- Kraljica lutk (Королева кукол (Queen of dolls) (1991), melodrama